# برد گوری دزداران ۱۲ و ۱۳
برد گوری دزداران ۱۲ و ۱۳ در شهرستان فارسان، روستای دو آب صمصامی واقع شده و این اثر در تاریخ ۵ خرداد ۱۳۸۰ با شمارهٔ ثبت ۳۸۷۱ به‌عنوان یکی از آثار ملی ایران به ثبت رسیده است.